# Living My Life
Living My Life (с англ. — «Живу своей жизнью») — шестой студийный альбом ямайской певицы Грейс Джонс, выпущенный в 1982 году на лейбле Island Records.

## История создания

### Написание
Как и предыдущий, этот альбом певица записывала на Багамах на студии Compass Point Studios. К записи она приступила в 1982 году, пластинка по замыслу должна была стать финальной в неофициальной серии альбомов «Compass Point». На этот раз Джонс записала только одну кавер-версию, «The Apple Stretching», которая была написана Мелвином Ван Пиблзом и использована в бродвейском шоу «Вальс аиста». «Nipple to the Bottle» была написана в соавторстве со Слаем Данбаром. Все остальные треки, кроме «My Jamaican Guy», были написаны в сотрудничестве с Барри Рейнольдсом.
Для альбома была записана песня «Living My Life» и даже была выпущена как сингл, но в финальный трек-лист так и не попала. Также для альбома была записана песня «Man Around the House» и кавер-версия песни Джонни Кэша «Ring of Fire». Обе песни были выпущены только в 1998 году в сборнике Private Life: The Compass Point Sessions.

### Обложка
Обложка The Living My Life, как и большинство работ Джонс в то время, была создана её тогдашним партнёром Жан-Полем Гудом, при участии Роба О’Коннора. На ней изображена голова певицы, вырезанная из оригинальной фотографии и наклеенная на чистый белый фон таким образом, что её голова и лицо имеют угловатую форму. На её левую бровь наклеен кусок скотча или пластыря, а лоб покрыт каплями воды или пота. Эта обложка, как и многие другие проекты Гуда для Джонс, завоевала признание критиков и с тех пор стала вдохновением для других артистов.

## Коммерческий приём
Альбом имел коммерческий успех, достигнув топ-20 в пяти странах мира, включая Великобританию и Норвегию, лучшие позиции альбом ждали в Новой Зеландии и Швеции, третье и седьмое места соответственно. В США альбом добрался до 86-го места, а продажи, по сообщениям Billboard, составили более 400 000 копий.

## Синглы
Песни «Nipple to the Bottle» и «The Apple Stretching» были выпущены одновременно в качестве лид-синглов. «Nipple to the Bottle» был выпущен по всему миру, песню ждал успех на дискотеках, вследствие чего она смогла попасть в танцевальные (и не только) чарты, включая топ-10 в Новой Зеландии, Бельгии и американском Dance Club Songs. Второй сингл не был выпущен в Северной Америке, в Европе песню ждал умеренный успех.
Затем в январе 1983 года одновременно были выпущены ещё три сингла, из которых «My Jamaican Guy» оказался самым успешным. Другие, «Cry Now, Laugh Later», вышедший только в США и Канаде, и «Unlimited Capacity for Love» не попали в чарты.
В феврале 2010 года был выпущен ремикс Leroc Sportif на трек «Inspiration» в цифровом формате.

## Список композиций
| №  | Название               | Автор(ы)                 | Длительность |
| -- | ---------------------- | ------------------------ | ------------ |
| 1. | «My Jamaican Guy»      | Грейс Джонс              | 6:00         |
| 2. | «Nipple to the Bottle» | Слай Данбар, Грейс Джонс | 5:55         |
| 3. | «The Apple Stretching» | Мелвин Ван Пиблз         | 7:08         |

| №  | Название                      | Автор(ы)                     | Длительность |
| -- | ----------------------------- | ---------------------------- | ------------ |
| 4. | «Everybody Hold Still»        | Барри Рейнольдс, Грейс Джонс | 3:10         |
| 5. | «Cry Now, Laugh Later»        | Барри Рейнольдс, Грейс Джонс | 5:00         |
| 6. | «Inspiration»                 | Барри Рейнольдс, Грейс Джонс | 4:35         |
| 7. | «Unlimited Capacity for Love» | Барри Рейнольдс, Грейс Джонс | 5:45         |

## Участники записи
Информация приведена по сведениям базы данных Discogs
- Грейс Джонс — ведущий вокал, бэк-вокал

| Музыканты: - Уолли Бадару — клавишные - Майки Чанг — гитара - Слай Данбар — ударные - Барри Рейнольдс — гитара - Робби Шекспир — бас - Узия Томпсон — перкуссия - Алекс Садкин — орган | Технический персонал: - Крис Блэквелл — музыкальный продюсер - Алекс Садкин — музыкальный продюсер, звукорежиссёр, инженер сведе́ния (в песнях 5, 7) - Стивен Стэнли — звукорежиссёр, инженер сведе́ния (в песнях 1, 2, 3, 4) - Майкл Брауэр — инженер сведе́ния (в песне 6) - Тед Йенсен — мастеринг-инженер - Бенджи Армбристер — ассистент звукорежиссёра - Жан-Поль Гуд — художественное оформление, фотографии (для лицевой стороны обложки) - Роб О’Коннор — художественное оформление - Тревор Роджерс — фотографии (кроме лицевой стороны обложки) |

## Позиции в хит-парадах и сертификации
Еженедельные чарты
| Год       | Хит-парад                                  | Высшая позиция | Пребывание в чарте |
| --------- | ------------------------------------------ | -------------- | ------------------ |
| 1982—1983 | Австралия (Kent Music Report)              | 34             | нет данных         |
| 1982—1983 | Великобритания (UK Albums Chart)           | 15             | 23 недели          |
| 1982—1983 | Нидерланды (Nationale Hitparade LP Top 50) | 18             | 8 недель           |
| 1982—1983 | Новая Зеландия (RMNZ)                      | 3              | 41 неделя          |
| 1982—1983 | Норвегия (VG-lista)                        | 13             | 8 недель           |
| 1982—1983 | США (Billboard Soul Charts)                | 19             | 27 недель          |
| 1982—1983 | США (Billboard Top LPs & Tape)             | 86             | 20 недель          |
| 1982—1983 | ФРГ (Offizielle Top 100)                   | 46             | 2 недели           |
| 1982—1983 | Швеция (Topplistan)                        | 7              | 5 недель           |

| Хит-парад (1983)      | Позиция |
| --------------------- | ------- |
| Новая Зеландия (RMNZ) | 7       |

| Регион | Сертификация | Продажи |
| --- | ------------ | ------- |
| Новая Зеландия (RMNZ) | Платиновый   | 15 000^ |
| * Данные о продажах приведены только на основе сертификации. ^ Данные о тиражах приведены только на основе сертификации. |              |         |